# Lumbriclymenella brevis
Lumbriclymenella brevis är en ringmaskart som beskrevs av Detinova 1984. Lumbriclymenella brevis ingår i släktet Lumbriclymenella och familjen Maldanidae. Inga underarter finns listade i Catalogue of Life.